# Beanie (Mütze)

Beanie, nicht anliegend getragen

Propeller-Beanie

Die Beanie ist eine Kopfbedeckung, die meist aus Baumwollgewirk oder Fleece besteht. Beanies ähneln in ihrer Form Pudelmützen, besitzen jedoch keine Bommel.

## Geschichte und Beschreibung
Der Begriff entstammt der englischen Sprache und bezeichnet eine enganliegende Kopfbedeckung.
Während sich heute beide Geschlechter damit kleiden, wurden sie historisch gesehen überwiegend von Männern getragen, insbesondere von Arbeitern, die vermeiden mussten, dass ihnen während der Arbeit die Haare ins Gesicht rutschen. Meist hatten sie einen kleinen Schirm, der die Augen vor der Sonne schützen sollte. Sie können damit als Vorläufer der Baseballcaps gesehen werden.
In der Mitte des 20. Jahrhunderts waren unter den Kindern in Nordamerika Propeller-Beanies beliebt. Die Erfindung des Propeller-Beanies wird dem Science-Fiction-Autor Ray Nelson zugeschrieben, der seinen Anspruch auf Unsterblichkeit im Wesentlichen darauf gründet:

„Centuries after all my writings have been forgotten, in some far corner of the galaxy, a beaniecopter will still be spinning.“

„Jahrhunderte nachdem all meine Schriften vergessen sind, wird irgendwo in der Galaxis noch immer ein Propeller-Beanie rotieren.“

Heute sind Beanies vor allem unter Kindern und Jugendlichen beliebt und vor allem als Kopfbedeckung in der Skateboard- und Snowboardszene verbreitet, darüber hinaus auch teilweise in der Hip-Hop-Szene. Auf dem meist umgeschlagenen Rand ist nicht selten übergroß das Logo des Herstellers oder ein Slogan eingestickt.
Varianten sind Beanies mit einem eingearbeiteten Schirm (englisch visor) und extra lang geschnittene Wintermützen, die sogenannten Long Beanies.
In der Jugendszene wird die Beanie meist über die Ohren und tief in die Stirn gezogen getragen. Je nach Beschaffenheit kann sie eng am Kopf anliegend oder mit einem isolierenden Luftraum über dem Hinterkopf getragen werden.
Beanies waren auch für den jährlich am 30. November stattfindenden Blue Beanie Day namensgebend. Dabei handelt es sich um einen Aktionstag, der auf die Bedeutung von Webstandards für einen barrierefreien Zugang zu Internetseiten aufmerksam zu machen möchte.

## Etymologie
Der englische Begriff beanie ist seit ca. 1940 bekannt für eine eng anliegende Kopfbedeckung. Das Wort wird zurückgeführt auf den Slang-Ausdruck bean (Bohne) für Kopf (ähnlich wie im Deutschen Birne für den gleichen Körperteil).